# Следы во времени
«Следы во времени» (англ. Time Trax), также известный под названиями «Пороги времени» и «Сквозь время» — совместный американо-австралийский научно-фантастический телесериал, впервые показанный в эфире американского ТВ в 1993 году. Премьера первой серии первого сезона сериала состоялась в США 20 января 1993 года.
Это был последний телесериал производства компании Lorimar Television.

## Сюжет
Полицейский из 2193 года Дэриен Ламберт (Дейл Мидкифф) отправляется в 1993 год, чтобы поймать и вернуть назад в XXII век более ста сбежавших преступников, скрывшихся в XX веке, куда они переместились при помощи машины времени Trax, изобретённой доктором Мордехаем Самби (Питер Донат) учёным из XXII века. В поиске беглецов Ламберту помогают его оружие Micro-Pellet Projection Tube (трёхкнопочный энергетический мини-пистолет, замаскированный под автосигнализацию) и компьютер «SELMA» (рус. «Сельма», аббревиатура от «Specified Encapsulated Limitless Memory Archive» — рус. специфический инкапсулированный безлимитный архив памяти, озвуч. Элизабет Александер), замаскированный под кредитную карту.
По сериалу в 1994 году была создана видеоигра  для приставки SNES (не путать с  мультплатформенной игрой 1986 года под тем же названием).

## Основные события будущего
- 15 июня 1993 года— Дэриен Ламберт прибывает в прошлое
- 2129 год — Справедливая война
- 2142 год — первый контакт с инопланетной расой прокардианцев посредством радиопередачи
- 17 августа 2160 года — рождение Дэриена Ламберта (В начале эпизода 2-20 другая дата 2157)
- 2164 год — Война полушарий
- 2169 год — рождение Элиссы Чаннинг-Нокс
- 2178 год — Ламберт вступает в Международную полицейскую академию в Вест-Пойнте; доктор Мордакай Самби из MIT получает Нобелевскую премию по физике за свой теоретический труд по телетранспортации частиц
- 2193 год — Ламберт совершает прыжок в прошлое

## Эпизоды

### Первый сезон
- 1x01. «Незнакомец во времени (первая часть)» («A Stranger In Time (Part 1)»)
- 1x02. «Незнакомец во времени (вторая часть)» («A Stranger In Time (Part 2)»)
- 1x03. «Убить миллиардера» («To Kill A Billionaire»)
- 1x04. «Огонь и лед» («Fire and Ice»)
- 1x05. «Раскрывая карты» («Showdown»)
- 1x06. «Вундеркинд» («The Prodigy»)

Мальчик пробегает 100 метров за 8.86 секунд… Возможно ли это? Да, если он — из будущего! Ламберт понимает это во время погони за очередным беглецом, случайно узнав об этом рекорде. Встретившись с мальчиком в городке, где он живёт, Дэриен становится его другом. Внезапно появляется его отец, беглец из будущего, выкравший его у матери и забравший его с собой в XX век. Он очень груб к Дэриену и силой увозит своего сына от него. Впоследствии он видит рисунок, нарисованный Ламбертом для мальчика — здание из будущего, и начинает понимать, что Дэриен — полицейский и он отправит его назад в XXII век, если ещё раз найдет… Он решает бежать из городка с сыном, предварительно ограбив банк. Дэриен появляется в самую последнюю минуту, отправляя его назад в будущее и забрав у него мальчика.
- 1x07. «Смерть берёт выходной» («Death Takes A Holiday»)

Беглец — итальянский мафиози торгующий наркотиком XXII века.
- 1x08. «Претендент» («The Contender»)

К Ламберту приходит беглец и просит помочь вернуть в будущее его сына — известного боксёра. Для того, чтобы он согласился вернуться, его нужно победить в боксёрском поединке.
- 1x09. «Ночь дикаря» («Night of The Savage»)

Ламберт прибывает в Лондон, чтобы найти маньяка-убийцу из будущего, пьющего кровь, и встречает репортёра, который соглашается помочь ему в поисках.
- 1x10. «Сокровища веков» («Treasure of The Ages»)

Беглец-кладоискатель, одержимый идеей найти клад веков.
- 1x11. «Цена чести» («The Price of Honor»)

Ламберт пытается помочь гос. секретарю США, которого шантажирует беглец из будущего.
- 1x12. «Лицо смерти» («Face of Death»)

Ламберт забирается в перуанские джунгли, чтоб найти преступника.
- 1x13. «Месть» («Revenge»)

Объявляется банда нацистов, которую возглавляет беглец во времени.
- 1x14. «Дэриен возвращается домой» («Darien Comes Home»)

США. Штат Иллинойс. Чикаго. Братья Захари и Джош Элиот разыскивались в XXII веке за компьютерные кражи денег со счетов банков. В нашем времени они наняли молодого парня, талантливого программиста, компьютерного криптолога, чтобы тот нашёл пароль входа в … основной компьютер Министерства финансов США. Дэриен нанимается к ним помощником.
Так же Дэриен посещает тот район, где он родится в будущем. Но не находит здесь ни одного знакомого дома или заведения, кроме ресторана «У Шепертона».
- 1x15. «Две горошины в колесе» («Two Beans in a Wheel»)

Дэриен получает нового партнёра, женщину-полицейского из будущего по имени Ева Торн. Вместе они отслеживают Самби.
- 1x16. «Потерялся мальчик» («Little Boy Lost»)

Человек посылает своего глухого и немого мальчика в лес.
- 1x17. «Таинственный незнакомец» («The Mysterious Stranger»)

Ламберт едет в Мексику, чтобы арестовать Альвина — беглеца, осуждённого по обвинению в наркопреступлении.
- 1x18. «Подстава» («Framed»)
- 1x19. «Певчая птичка» («Beautiful Songbird»)

Из-за задержки в аэропорту, вызванной переводом времени, Дэриен не успевает улететь. В аэропорту он случайно сталкивается с певицей, ещё не ставшей известной, но поклонником которой он сам и является. Впоследствии оказывается, что она преследуется неким Г. Р. Он — маньяк, обладающий голографическими записями её концертов из будущего и одержимый идеей сделать из неё суперзвезду без каких-либо усилий с её стороны. Дэриен узнает, что он — следующий беглец…
- 1x20. «Фотофиниш» («Photo Finish»)

Сэльма обнаруживает, что на нескольких скачках в Австралии была изменена история.
- 1x21. «Адвокат Дэрроу на защите» («Darrow for the Defense»)

В то время как Ламберт наконец получает наводку на Самби через одного из его сообщников и готовится узнать его последнее известное местоположение, на пороге своего дома он встречает Лору Дэрроу, адвоката из 22-го столетия.
- 1x22. «Один на один» («One On One»)

Доктор Самби заманивает Дэриена в старую шахту (где у Самби лаборатория). Он вынуждает Дэриена совершить самоубийство, накачав его DXP. Благодаря помощи Сэльмы (которая не была отобрана доктором Самби перед пленением Ламберта), и занозы в пальце (боль от которой в какой-то степени помогает Дэриену не поддаваться воздействию DXP) Дэриен избегает смерти и убегает из лаборатории за несколько секунд до её взрыва.

### Второй сезон
- 2x01. «Return of the Yakuza» («Возвращение якудзы»)

Глава Якудзы, которого Ламберту удалось поймать в XXII столетии, сбежал в XX век.
- 2x02. «Missing» («Похищение Сэльмы»).

Грабители нападают на Дэриена возле АЗС, оглушив его и отобрав у него бумажник с Сэльмой. Очнувшись, Дэриен вместе с полицейским, приехавшим на место происшествия, начинают поиски Сэльмы благодаря «следам», которые она оставляет (взрыв АЗС, маленькие стихийные бедствия). Грабители, догадавшись, что с момента ограбления ими Ламберта происходят странные вещи, решают сжечь отобранный бумажник Дэриена с Сэльмой, находящейся в нём. Дэриен прибывает в самый последний момент, спасая Сэльму от огня, а его напарник арестовывает грабителей.
- 2x03. «To Live or Die in Docker Flats» («Жить и умереть на приисках Докера»)

Поиск некоторых недостающих беглецов приводит Ламберта к небольшой деревне в середине равнины Докера.
- 2x04. «A Close Encounter» («Близкий контакт»)

Сэльма получает сигнал от инопланетного корабля терпящего бедствие. Хотя Дэриен и Сэльма удивлены, ведь прокардианцы совершили контакт с Землёй лишь в 2142 году, они направляются на место падения НЛО неподалёку от небольшого городка. Возле кратера они обнаруживают светящегося гуманоидного мальчика, который может понимать английский, но не способен воспроизводить человеческую речь. Его ответы переводит Сэльма. Оказывается, несколько лет назад на Земле побывала исследовательская группа прокардианцев, и его супругу случайно оставили. Вопреки карантину, наложенному на Землю, он прилетел её искать. К сожалению, пришелец ненароком ранил местного охотника, оставив его в коме, и местное население собирает толпу для охоты над ним. В конце концов, Дэриен узнаёт, что местная немая официантка и является супругой пришельца, воссоединяя пару и утихомиривая местных, утверждая, что он работает на SETI. Понимая, что прокардианцы не будут возвращаться на Землю ближайшие полтора века, он посылает их в будущее, где ожидается прибытие делегатов с Прокардии.
- 2x05. «The Gravity of it All» («Серьёзность всего»)

Учёный из XXII века — доктор Картер Бак — изобрел антигравитационный пояс, дающий человеку возможность летать, как птица. Со своей знакомой он собирается показать его на публике, но во время одного из своих полётов его замечает Дэриен и находит его преподавателем в местном университете. Бак показывает Дэриену пояс, объясняя, что он абсолютно безопасен для полетов, и Дэриен летает в нём некоторое время. Впоследствии Ламберт возвращается в дом Бака, обнаружив с помощью Сэльмы, что он забыл свою куртку, и находит дом опустевшим. Благодаря передатчику, встроенному в пояс доктором, Ламберт преследует похитителей Бака и его изобретений до самой Мексики и, освободив доктора из плена и потеряв в результате взрыва пояс, бежит оттуда вместе с Баком, победив в схватке главаря банды похитителей и уведомив мексиканские власти о происшедшем.
- 2x06. «Happy Valley» («Счастливая долина»)

Беглец из будущего продаёт домики в коттеджном городке. Желающие могут приобрести дом. Но почему-то некоторые жители сходят с ума или им очень неуютно. Оказывается, продавец недвижимостью со своей подругой — мошенники. Документы покупки полностью вступают в силу только через 2 года. И задача злоумышленников заполучить деньги — 50000 $ (начальный взнос), так как в договоре сказано, что если покупатели не проживут в доме положенное время, то деньги не возвращаются. В офисе по продажам в подвале стоит оборудование, которое излучает особые волны, и по желанию можно направить их в любой дом. Излучение действует на спящих людей и вызывает кошмары и страшные видения, когда человек проснётся потом…
- 2x07. «Lethal Weapons» («Смертельное оружие»)

Дэриен исследует оружие из будущего, которое использовалось в ограблении банка.
- 2x08. «The Cure» («Лекарство»)

Доктор Мария Миллс, болеющая неизлечимой болезнью, встречает доктора Лемиш, который обещает вылечить её.
- 2x09. «Perfect Pair» («Прекрасная пара»)

Ламберт разыскивает беглеца и готовится отправить его в будущее; однако другой человек стреляет в преступника, сжигая его полностью.
- 2x10. «Catch Me If You Can» («Поймай меня, если сможешь»)

Ламберт идёт по следам преступника, но тот уходит от Дэриена и дразнит его, оставляя записки.
- 2x11. «The Dream Team» («Команда-мечта»)

Дариен оказывает поддержку игроку НБА из своего времени.
- 2x12. «Almost Human» («Почти человек»)

Самби создает андроид — двойник Ламберта и посылает его вслед за Дэриеном.
- 2x13. «Mother» («Мать»)

Преследование мошенника из будущего привело Дэриена к приюту Брадуэлл. Он подозревает, что женщина, которая там работает, является его матерью.
- 2x14. «The Last M.I.A.» («Последний пропавший без вести»)

Во время преследования беглеца в Дэриена стреляют. Он оказывается на попечении армейского ветерана, Эв Ранкина. Ранкин нуждается в помощи Дэриена, чтобы освободить его сына, который пропал без вести в Камбодже.
- 2x15. «Split Image» («Расщепление образа»)

Грабитель замечен во время преступления, но он вынимает оружие и мгновенно замораживает охрану.
- 2x16. «Cool Hand Darien» («Хладнокровный Дэриена»)

Преступники, ограбившие банк в XXII веке, скрываются в XX веке и получают в своё управление колонию заключённых, вынуждая их добывать платину. Один из преступников — изобретатель, благодаря изобретению которого — круглой пластине с запасом энергии, вживляемой в грудь и причиняющую сильную боль человеку при направленном на неё спецжезле — всё население колонии было превращено в рабов, включая одного из самих преступников, решившего выйти из «дела». Ламберту звонит жена этого преступника и просит помочь в расследовании инсценированной смерти её мужа. Дэриен решает внедриться в лагерь и оказывается (несмотря на то, что ему удалось скрыть, что он полицейский из будущего) с заключёнными, пережив операцию по внедрению круговой пластины. После пыток и избиений со стороны преступной администрации он, чудом выжив, находит человека, которого искал (впоследствии выяснится, что его подставили в будущем, и он не преступник). С помощью Сэльмы деактивировав его пластину, он вместе с ним поднимает восстание в колонии. Позже выясняется, что в шахте, где добывают платину, её хозяевами, бегущими от проверки из департамента штата и желающими скрыть все «следы», заложена бомба, готовая взорваться… В последнюю минуту Дэриену, его знакомому и заключенными удаётся спастись, а главарь банды и его сообщники гибнут в огне взрыва.
- 2x17. «The Lottery» («Лотерея»)

Ламберт обнаруживает, что его любимый комик из будущего находится в настоящем. К тому же он выигрывает крупную сумму в лотерею.
- 2x18. «Out For Blood» («Для крови»)

Невинная женщина становится мишенью киллера из будущего, который хочет пресечь род убийцы своей девушки.
- 2x19. «The Scarlet Koala» («Алый коала»)

Ламберт ищет редкую Алую Коалу, кровь которой необходима, чтобы остановить будущую чуму.
- 2x20. «Optic Nerve» («Оптический нерв»)

Ламберт подвергается нападению преступником из будущего, который ослепляет его в качестве возмездия.
- 2x21. «The Crash» («Катастрофа»)

Ламберт быстр в поимке очередного беглеца, но преступник говорит, что он всего лишь мелкая сошка по сравнению с его начальником, и что он готов привести Ламберта к нему.
- 2x22. «Forgotten Tomorrows» («Забытое завтра»)

Свидетель в суде внезапно теряет свою память, и Ламберт подозревает нечестную игру. Занимаясь расследованием, Ламберт подвергается нападению с применением того же оружия, которое заставляет его забыть, кто он.